# Verde Legnano
Il verde Legnano è una tonalità di colore particolarmente celebre per ragioni sportive.

## Storia

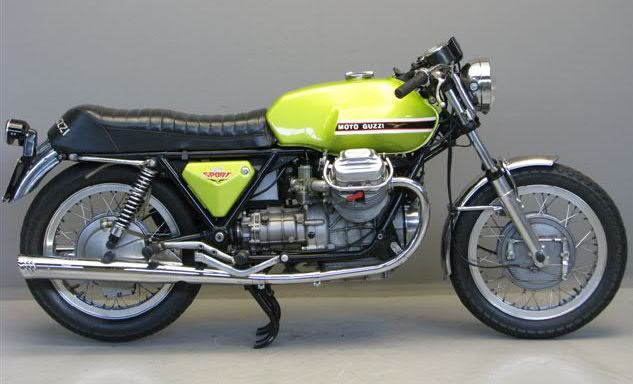
Una Moto Guzzi V7 Sport del 1972 in tinta verde Legnano

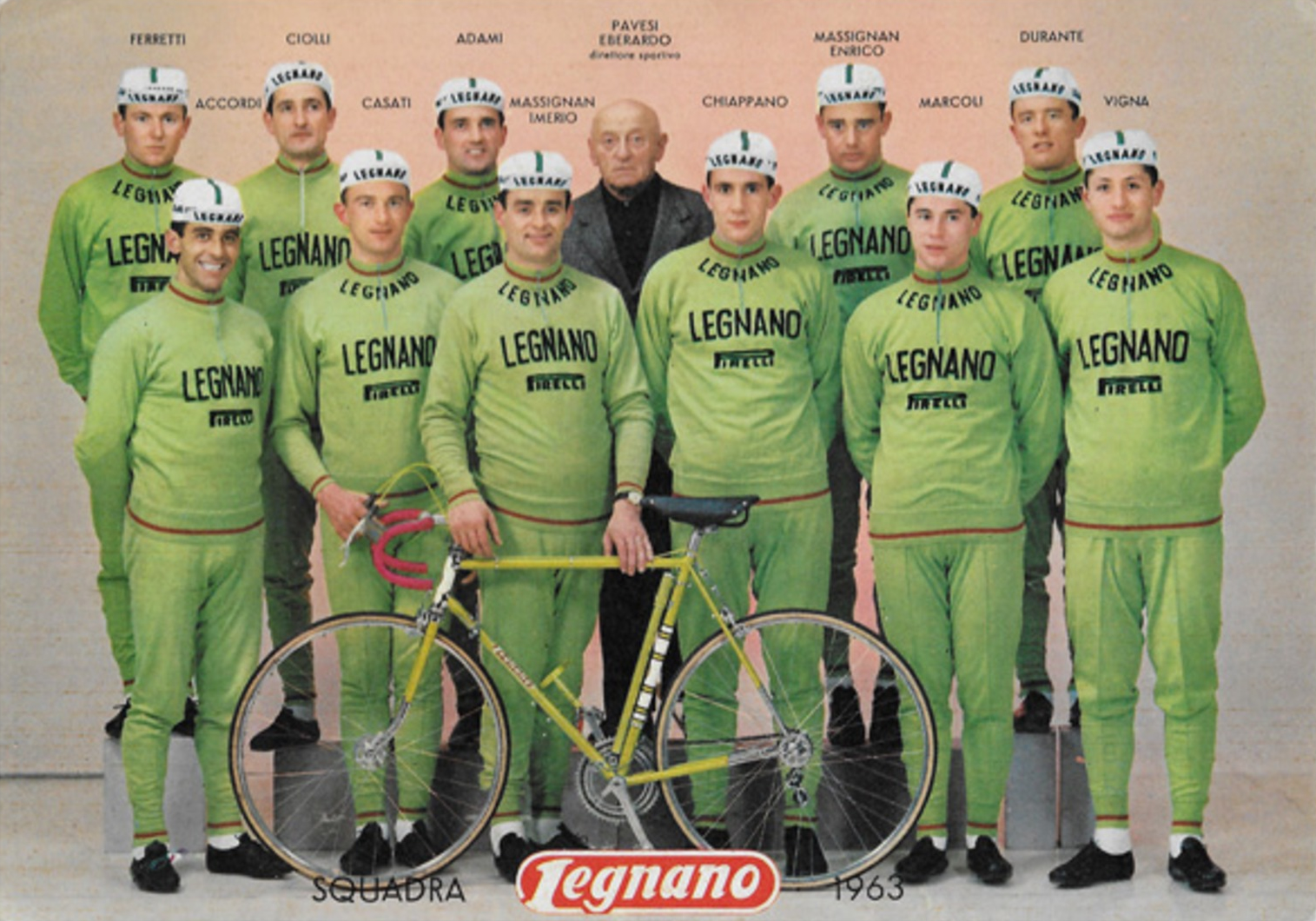
La squadra ciclistica Legnano nel 1963

Con tale colore erano dipinte le biciclette della squadra corse Legnano dalla seconda metà degli anni trenta del XX secolo, comprese quelle dei campioni Bartali e Coppi. La tinta, caratterizzò tutta la produzione delle biciclette sportive Legnano fino alla metà degli anni sessanta. 
Nel 1971, fu proposta la stessa gradazione di colore per il nuovo modello sportivo della Moto Guzzi, allo scopo di ripetere l'effetto del colore ramarro tipico delle Moto Guzzi da gran premio. Il particolare effetto era stato casualmente creato tramite la verniciatura del solo fondo verde oliva sulle parti in elektron lucido.
Negli anni precedenti alla seconda guerra mondiale, infatti, quasi tutte le case motociclistiche erano solite presentare le proprie moto con le parti metalliche lucidate e prive di vernice, allo scopo di risparmiare peso.
Tuttavia, in occasione di alcune trasferte in zone vicine al mare, come quella all'isola di Man per il Tourist Trophy, la Moto Guzzi decise di proteggere dalla salsedine i preziosi veicoli con una mano di primer verde. L'effetto piacque e quella tinta rimase il colore distintivo della Moto Guzzi fino al suo ritiro dal Motomondiale, nel 1957.
Il verde Legnano fu impiegato per la quasi totalità degli esemplari "V7 Sport" e, in seguito, ripreso per molti altri modelli, tanto da essere codificato come Lechler / Guzzi 263.
La tinta si ottiene verniciando le parti con un fondo coprente di colore argento (3642) e, dopo l'asciugatura, sovrapponendo una lacca trasparente di colore verde (0980119).